# Асадома, Джони
Йоханис (Джони) Асадома (нидерл. Johanis (Johnny) Asadoma; род. 8 января 1966, Денпасар) — индонезийский боксёр. Участник летних Олимпийских игр 1984 года, чемпион Игр Юго-Восточной Азии 1983 года.

## Биография
Джони Асадома родился 8 января 1966 года в индонезийском городе Денпасар.
В 1983 году завоевал золотую медаль Игр Юго-Восточной Азии в Сингапуре в легчайшем весе.
В 1984 году вошёл в состав сборной Индонезии на летних Олимпийских играх в Лос-Анджелесе. В весовой категории до 54 кг в 1/16 финала проиграл нокаутом в третьем раунде Эктору Лопесу из Мексики.
В том же году стал победителем Кубка Президента в Джакарте.
После окончания выступлений стал работать в полиции. В 2008 году командовал индонезийскими полицейскими в составе миротворческой миссии ООН в Дарфуре.